# Rob White
Robert „Rob“ White (* 15. Juli 1965 in Camblesforth, North Yorkshire, England) ist ein britischer Ingenieur und Chief Operating Officer des Cadillac Formula 1 Teams.

## Leben
White war bereits in sehr jungen Jahren von der Technik und vom Motorsport fasziniert. Die ersten Versuche gab es bereits in der Schule, als er gemeinsam mit einem Motorsport-begeisterten Lehrer ein Kart konstruierte und baute. Die Motoren entwickelten sich zu einem Spezialgebiet von Rob White.
Nach seinem Schulabschluss entschied er sich gegen ein Stipendium von Jaguar und für eine Anstellung bei Cosworth. 17 Jahre lang arbeitete er für die berühmte britische Motorenschmiede. White kümmerte sich um die Einsätze von Cosworth in Nordamerika. Zu seinen größten Erfolgen während dieser Zeit zählt der Sieg von Jacques Villeneuve 1995 bei den berühmten „500 Meilen von Indianapolis“.
2004 wechselte er zur Motorenabteilung von Renault F1 am Standort Viry-Châtillon. Dort leitete White die technischen Aktivitäten. 2024 verließ er das Team. Anschließend übernahm er die Rolle des Chief Operating Officers beim Cadillac Formula 1 Team.